# Everyday Zekkōchō!!
Singles de Cute
Shochū Omimai Mōshiagemasu
(2009) Shock!
(2010)
Everyday Zekkōchō!! (EVERYDAY 絶好調!!, litt. Tous les jours en parfaite forme !!) est le 10e single "major" et 15e single au total du groupe de J-pop Cute, sorti le 16 septembre 2009 au Japon sur le label zetima, écrit et produit par Tsunku. Il atteint la 2e place du classement Oricon. Sortent aussi une édition limitée du single avec un DVD bonus, et une version "Single V" (vidéo). Une édition spéciale "event V" sera vendue lors de prestations du groupe.
La chanson-titre figurera d'abord sur la compilation de fin d'année du Hello! Project Petit Best 10, puis sur le 5e album du groupe, Shocking 5 de 2010. C'est le dernier single avec Erika Umeda, qui quitte le groupe le mois suivant, et c'est donc le dernier de la formation à six membres.

## Membres
- Maimi Yajima
- Erika Umeda
- Saki Nakajima
- Airi Suzuki
- Chisato Okai
- Mai Hagiwara

## Titres
Single CD
1. Everyday Zekkōchō!! (EVERYDAY 絶好調!!?)
2. Amai Wana (甘い罠?)
3. Everyday Zekkōchō!! (EVERYDAY 絶好調!!?) (instrumental)

Single V
1. Everyday Zekkōchō!! (EVERYDAY 絶好調!!?) (PV)
2. Everyday Zekkōchō!! (EVERYDAY 絶好調!!?) (Close-up Ver.)
3. Making of (撮影メイキング?)

DVD de l'édition limitée
1. Everyday Zekkōchō!! (EVERYDAY 絶好調!!?) (Zekkōchō Ver.)

DVD de l'édition "event V"
1. Everyday Zekkōchō!! (Dance Shot Ver.)
2. Everyday Zekkōchō!! (Umeda Erika Solo Ver.)
3. Everyday Zekkōchō!! (Yajima Maimi Solo Ver.)
4. Everyday Zekkōchō!! (Nakajima Saki Solo Ver.)
5. Everyday Zekkōchō!! (Suzuki Airi Solo Ver.)
6. Everyday Zekkōchō!! (Okai Chisato Solo Ver.)
7. Everyday Zekkōchō!! (Hagiwara Mai Solo Ver.)